# Małoje Sirino
Małoje Sirino (ros. Малое Сирино) – wieś w Rosji, w rejonie kiczmiengsko-gorodieckim obwodu wołogodzkiego. W 2010 r. liczyła 2 mieszkańców.